# Емілія Лепіда Лівіана
Емілія Лепіда Лівіана (*Aemilia Lepida Liviana, 90 до н.е. — після 60 до н.е.) — давньоримська матрона часів Римської республіки.

## Життєпис
Походила з патриціанського роду Еміліїв. Донька Мамерка Лепіда Лівіана, консула 77 року до н. е. У дитинстві була заручена з Квінтом Метеллом Сципіоном (згодом консулом 52 р. до н. Е..), Проте він відмовився від домовленості і заручини були розірвані. Тоді Лепіда заручилася з Марком Катон, але перед самим їх весіллям близько 73 року до н. е. Сципіон знову передумав і сам одружився з Лепідою, що спричинило його сварку з Катоном, яка тривала багато років. Лепіда народила Сципіону доньку Корнелію і сина Метелла Сципіона.